# Genfer Protokoll (1924)

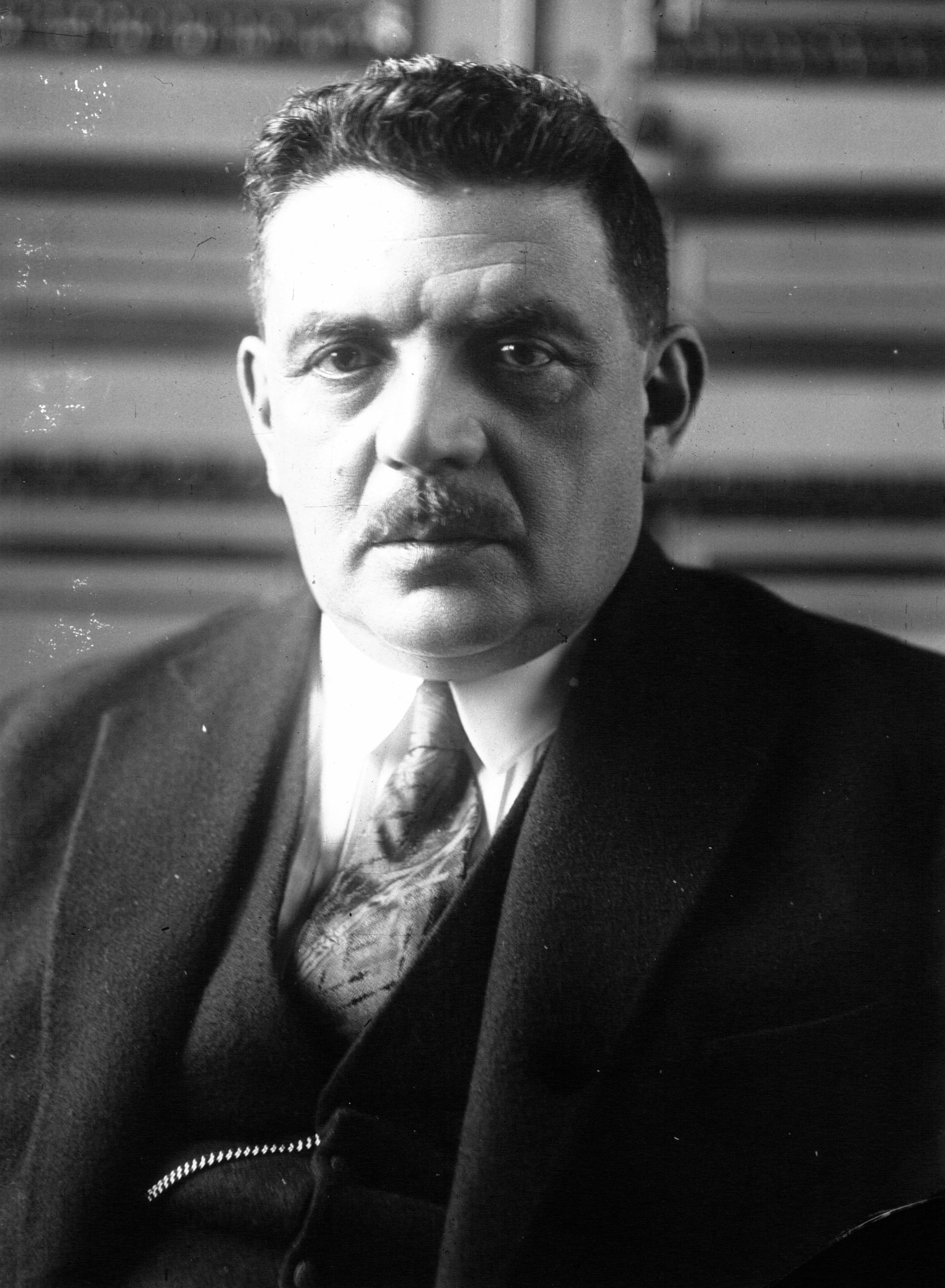
Der französische Ministerpräsident Édouard Herriot (1924)

Das Genfer Protokoll (offiziell französisch Protocole pour le règlement pacifique des différends internationaux bzw. englisch Protocol for the Pacific Settlement of International Disputes, Protokoll für die friedliche Beilegung internationaler Meinungsverschiedenheiten) war ein Beschluss der Völkerbundsversammlung, der am 2. Oktober 1924 in Genf einstimmig gefasst wurde. Es sah eine Ausweitung der in der Völkerbundssatzung angelegten Elemente kollektiver Sicherheit vor: Durch Schiedsgerichtsbarkeit, verpflichtende Sanktionen gegen Friedensstörer und allgemeine Abrüstung sollte die Sicherheit in Europa nachhaltig gewährleistet werden. Der Text ging auf eine Initiative der französischen Regierung unter dem Radikalen Édouard Herriot zurück und wurde zunächst auch von der britischen Regierung unter Ramsay MacDonald (Labour Party) unterstützt. Nach MacDonalds Sturz weigerte sich sein konservativer Nachfolger Stanley Baldwin 1925, es vom Unterhaus ratifizieren zu lassen, weshalb das Genfer Protokoll nie in Kraft trat.
Ob es als illusorisch oder als revolutionärer Ansatz der Friedenssicherung gedeutet werden muss, ist in der historischen Forschung umstritten.

## Entstehung

### Das französische Sicherheitsproblem
Frankreich hatte den Ersten Weltkrieg zwar gewonnen, doch nur mit Unterstützung seiner Verbündeten. Nach dem Krieg zeigte sich, dass dieses Bündnis nicht von Dauer war: Die USA ratifizierten den Friedensvertrag von Versailles nicht, und unter diesen Umständen wollte auch Großbritannien nicht zu seiner Bündniszusage stehen. Frankreich war dem Deutschen Reich sowohl demographisch als auch potenziell ökonomisch unterlegen. Wichtige Bestimmungen des Versailler Vertrags wie die alliierte Rheinlandbesetzung und die Einschränkung der deutschen Souveränität in Handelsfragen waren befristet. Daher stand im Mittelpunkt der französischen Außenpolitik in den 1920er Jahren die Frage, wie man verhindern könne, dass deutsche Truppen nach 1870 und 1914 ein weiteres Mal nach Frankreich einmarschierten.

### Das Scheitern von Poincarés Ruhr-Politik

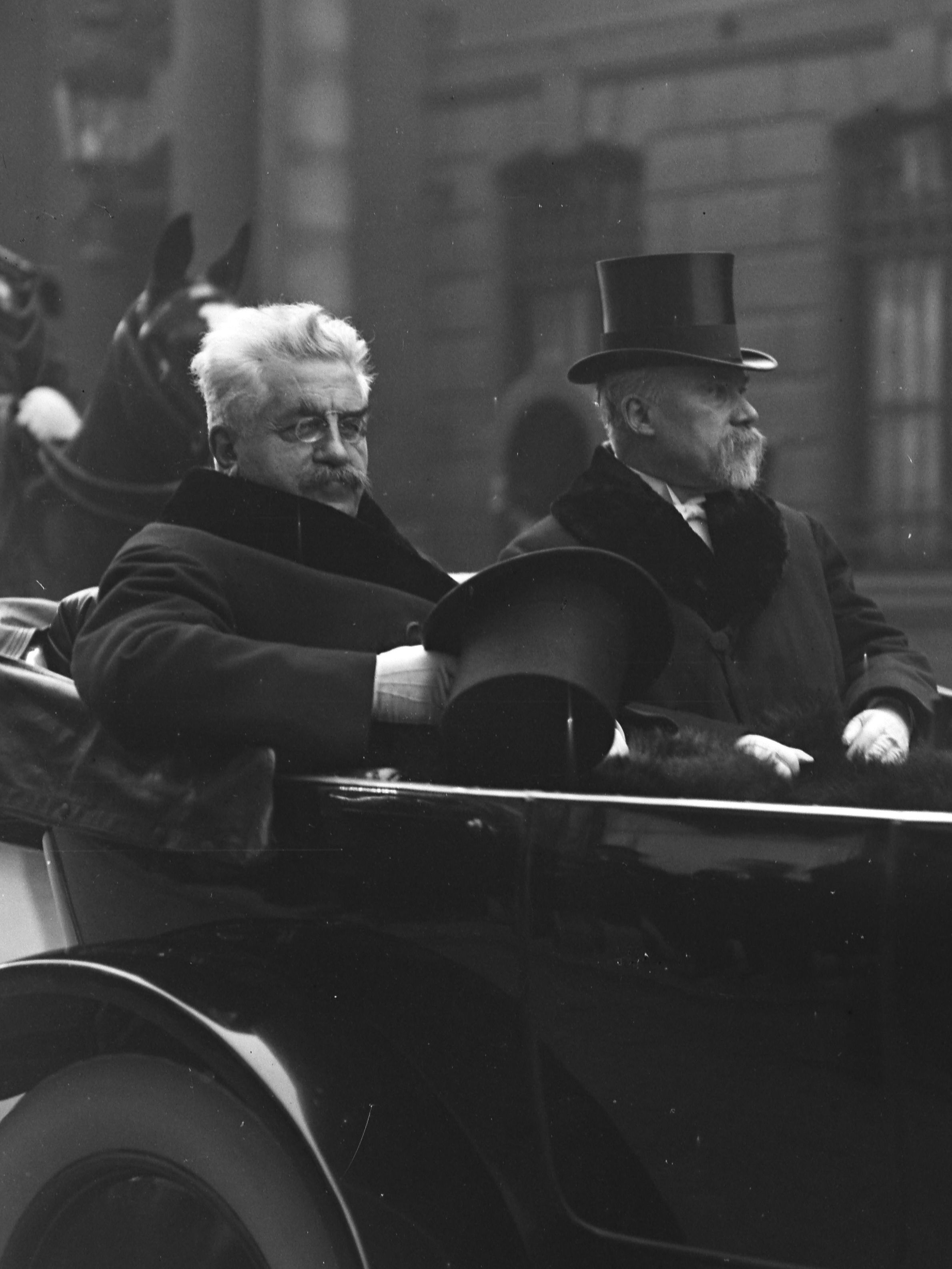
Der französische Staatspräsident Alexandre Millerand (links) und Ministerpräsident Raymond Poincaré (1923)

Dass Frankreich seine Interessen nicht allein durchsetzen konnte, zeigte sich 1923 bei der Ruhrbesetzung: Zwar musste Deutschland den passiven Widerstand, der verhindert hatte, dass Frankreich endlich genug Reparationen einnahm, um seinen defizitären Haushalt auszugleichen, angesichts seiner Hyperinflation im Herbst des Jahres abbrechen. Doch konnte Ministerpräsident Raymond Poincaré von der liberalkonservativen Parti républicain démocratique et social diesen Erfolg nicht auskosten, sondern musste unter britischem und amerikanischem Druck einwilligen, dass ein Expertenkomitee die deutsche Zahlungsfähigkeit prüfte. Dabei bestand die reale Gefahr, dass das Komitee eine geringere Summe festlegte, als Frankreich benötigte. Gleichwohl gab Poincaré nach, denn Frankreich schuldete den beiden angelsächsischen Staaten Interalliierte Kriegsschulden in Milliardenhöhe, die es sich bisher geweigert hatte zurückzuzahlen. Hinzu kam der besorgniserregende Wertverlust des Franc auf den internationalen Devisenmärkten: Im Verlauf des Jahres 1923 fiel sein Kurs um etwa ein Drittel. Frankreich brauchte dringend einen Auslandskredit in einer Höhe, die beruhigend wirken und die Spekulation gegen den Franc beenden würde. Das New Yorker Bankhaus JPMorgan war zu einem solchen Kredit bereit, wenn die Regierung von Präsident Calvin Coolidge ihre Zustimmung gäbe. Das geschah, nachdem Frankreich in der Reparationsfrage nachgegeben hatte. Im März 1924 wurde die erste Tranche an Frankreich ausbezahlt.
Poincaré war klar, dass die Grundlagen der französischen Sicherheitspolitik überdacht werden mussten. Er beauftragte den Direktor der Abteilung für politische und Handelsfragen im Außenministerium, Jules Laroche, ein entsprechendes Grundsatzpapier vorzulegen. Darin stellte Laroche am 21. Februar 1924 fest, dass Frankreich zwei Möglichkeiten hatte: Es könne entweder versuchen, seine Hegemonie über Deutschland mittels einer Entfristung des Rheinlandbesetzung auf Dauer zu sichern, oder es könne auf multilaterale Beistandsverträge statt bilaterale Militärallianzen setzen. Da Ersteres gescheitert sei, sprach sich Laroche für ein System von Verträgen aus, das Sicherheitsgarantien in Form von automatischen Sanktionen böte, die bis zur Anwendung militärischer Gewalt gehen sollten. Der erste Schritt müsse ein Dreierpakt mit Großbritannien und Belgien sein, der ein ausreichendes Abschreckungspotenzial hätte, um den Status quo in Europa zu sichern. Später solle ein System von miteinander verbundenen Regionalpakten folgen, in das auch Deutschland und die Staaten Ostmitteleuropas integriert werden könnten. Diese Gedanken stießen in der Militärführung und unter altgedienten Botschaftern auf heftige Ablehung: Marschall Ferdinand Foch etwa warnte, für Frankreichs Sicherheit sei entweder eine dauerhafte Besetzung des Rheinlands oder ein Militärbündnis mit Großbritannien unumgänglich, der Botschafter in London Charles de Beaupoil nannte die Vorstellung, Deutschland als gleichrangigen Verhandlungspartner zu akzeptieren, „monströs“. Laroche überarbeitete sein Papier noch mehrmals, bis Poincaré seinen Grundgedanken am 1. Mai 1924 zustimmte.

### Herriot und MacDonald

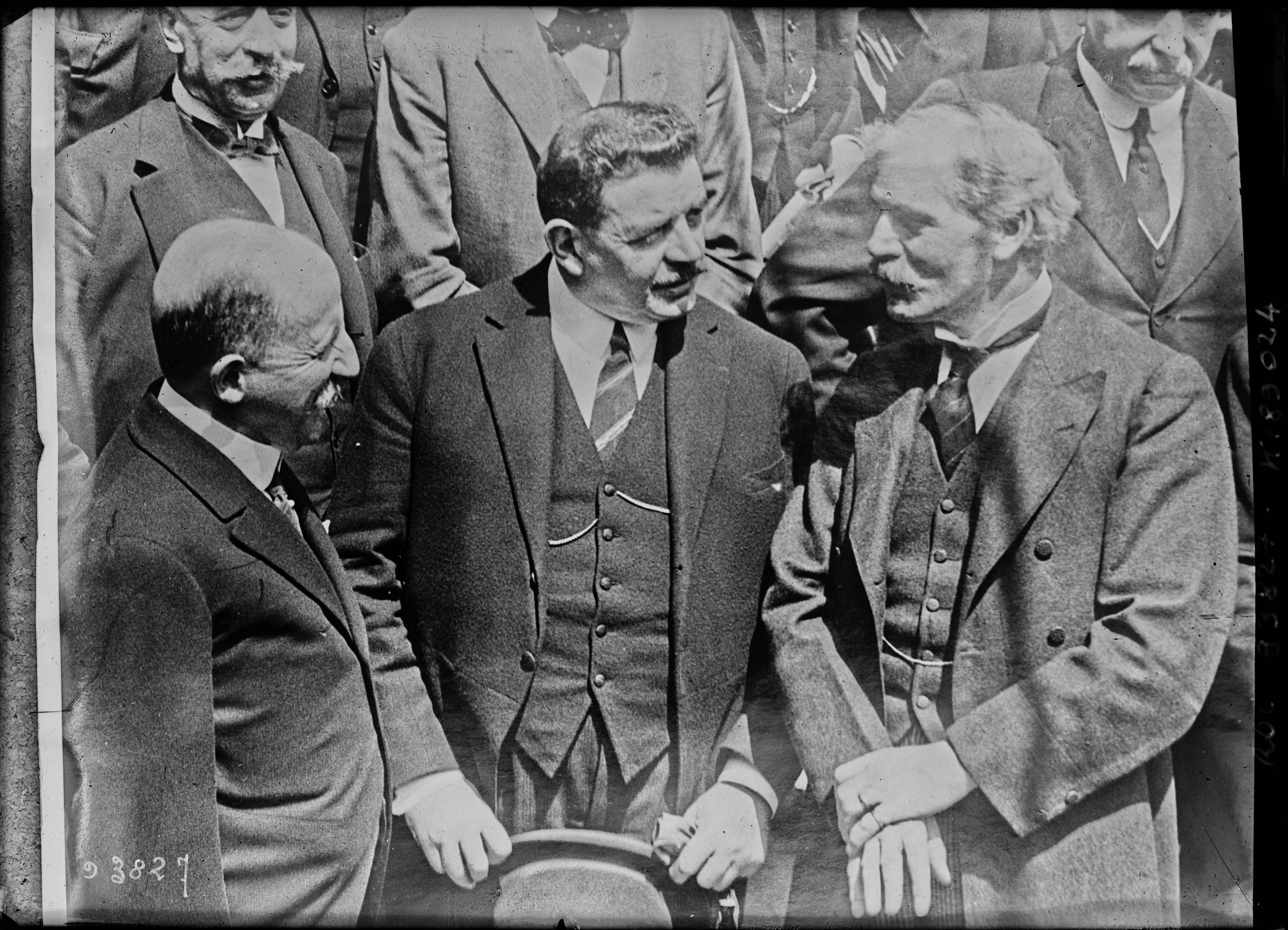
Der französische Ministerpräsident Herriot zwischen dem britischen Premierminister Ramsay MacDonald (rechts) und dem belgischen Ministerpräsidenten Georges Theunis in London (1924)

Bei den Wahlen zur Abgeordnetenkammer am 11. und 25. Mai 1924 verlor Poincarés Bloc national die Mehrheit: Wahlgewinner war der Cartel des gauches, wo außenpolitisch internationalistische und pazifistische Stimmen vorherrschten. Am 15. Juni wurde Édouard Herriot zum Ministerpräsidenten gewählt, er übernahm auch das Außenministerium. Die Sozialisten traten nicht in die Regierung ein, sagten aber zu, sie zu unterstützen. Unmittelbar nach seiner Wahl reiste Herriot nach London, um sich mit Ramsay MacDonald zu treffen. Dieser war nach den Unterhauswahlen vom Dezember 1923 als erster Labour-Politiker Premierminister geworden, und Herriot hoffte, in ihm einen entgegenkommenden Verhandlungspartner zu finden. Den Vorschlag eines multilateralen Sicherheitspakts im Rahmen des Völkerbunds, dem später auch Deutschland würde beitreten können, legte MacDonald zwar nicht rundweg ab, machte aber Vorbehalte geltend. Ihm kam es in erster Linie darauf an, den am 9. April fertiggestellten Dawes-Plan in Kraft zu setzen. Bei seinem Gegenbesuch am 7. Juli in Paris drängte Herriot ihn, wie wichtig die europäische Sicherheitsarchitektur war, die ihm vorschwebte: Deutschland sei zwar aktuell eine Demokratie, doch „wenn ein neuer Bismarck auftaucht, besteht die große Gefahr, dass es zu einer kriegerischen Politik zurückkehrt“. Wieder zeigte sich MacDonald unbeeindruckt, versprach aber immerhin, nach der bevorstehenden Londoner Konferenz über die deutschen Reparationen in Verhandlungen über die Sicherheitsfrage einzutreten. Tatsächlich fürchtete MacDonald eine imperiale Überdehnung: Am 5. Juli hatte seine Regierung die von der Vorgängerregierung 1923 in die Völkerbundsversammlung eingebrachte Idee eines Vertrags über gegenseitigen Beistand abgelehnt, weil die britischen Streitkräfte mit dem dann womöglich geforderten Beistand überfordert sein könnten; auch lehnte sie einen „Superstaat“ in Gestalt des Völkerbundes ab. Im Foreign Office konnte man sich immerhin einen multilateralen Garantiepakt gegen jegliche Aggression vorstellen, dem sich auch Deutschland würde anschließen können. Damit könne man die Franzosen veranlassen, die Rheinlandbesetzung zu beenden, die eine der Hauptquellen der deutschen Unzufriedenheit war, und einen neuen Geist der Zusammenarbeit zwischen den Nationen fördern.
Auf der Londoner Konferenz, die vom 16. Juli bis zum 16. August 1924 tagte, gab Herriot in allen wichtigen Fragen der Reparationspolitik nach. Der britische Historiker Peter Jackson führt das auf seine mangelnde Erfahrung in internationalen Verhandlungen und seine internationalistischen Ideen zurück. Zudem verschlechterte sich die französische Finanzlage und der Franc verlor immer weiter an Wert: Weitere amerikanische und britische Kredite wurden dringend benötigt. Der französische Historiker Jacques Bariéty führt Herriots Nachgiebigkeit auf seine sicherheitspolitischen Pläne zurück: Er habe gehofft, MacDonald würde als Gegenleistung für seine reparationspolitische Nachgiebigkeit freundschaftliches Verständnis zeigen für den französischen Plan eines Umbaus des Völkerbunds.
Noch vor dem Ende der Londoner Konferenz sandte das französische Außenministerium am 11. August eine diplomatische Note zur Sicherheitspolitik an MacDonald, die auf dem nochmals erweiterten Vorschlag Laroches basierte: Danach sollte das System von Versailles durch drei Garantien ergänzt werden:
- durch einen französisch-britischen Verteidigungspakt, zu dem weitere Verträge mit Deutschlands Nachbarstaaten kommen sollten,
- ein Netz gegenseitiger Nichtangriffspakte der teilnehmenden Staaten mit Deutschland,
- die „Stärkung der Autorität des Völkerbundes“ durch „wirksame Organisation des gegenseitigen Beistands“ gegen Staaten, die sich einer Aggression schuldig gemacht hatten.

Das Problem, wer gegebenenfalls als Aggressor zu gelten habe, löste die Note durch den Vorschlag einer Zwangsschlichtung: Im Konfliktfall hätten sich die Beteiligten einem Schiedsgerichtsverfahren beim Völkerbund zu unterziehen, und wer sich dessen verweigerte oder die Ergebnisse des Schiedsgerichts nicht akzeptiere, habe als Aggressor zu gelten, gegen den die Mitglieder des Völkerbunds zu militärischer Gewalt verpflichtet seien. Im August 1924 fügte die Abteilung für politische und Handelsfragen am Quai d’Orsay noch das letzte Element in den Entwurf dessen ein, was einmal das Genfer Protokoll werden sollte: die Abrüstung. Die Verknüpfung von allgemeiner Abrüstung und kollektiver Sicherheit ging auf die Amerikaner Tasker H. Bliss und James T. Shotwell zurück.

### Die Herbsttagung des Völkerbunds 1924
Am 5. September 1924 erlebte Herriot, wie er später in seinen Memoiren schrieb, „den feierlichsten Moment meines Lebens“. Vor der Völkerbundsversammlung in Genf stellte er sein Konzept vor und rief den Delegierten zu: „Schiedsgerichtsbarkeit, Sicherheit, Abrüstung – das sind die drei Hauptsäulen des Tempels, den Sie aufgerufen sind zu errichten!“ Am Tag darauf antwortete MacDonald und warnte, übermäßige Sorgen bezüglich der eigenen nationalen Sicherheit könnten zu einem erneuten Wettrüsten wie in den Jahren vor 1914 führen: Abrüstung und eine regelbasierte Ordnung („rule of law“) seien ausreichend, um das Sicherheitsproblem zu lösen. Explizit aber lehnte er Herriots Vorschläge nicht ab, sondern warb für Schiedsgerichtsbarkeit und eine Zulassung Deutschlands zum Völkerbund. Frankreichs ostmitteleuropäische Verbündete sprachen sich für Herriots Vorschlag aus: Der polnische Außenminister Aleksander Skrzyński lobte den Ansatz, regionale Verteidigungspakte und Zwangsschlichtung zu verbinden, sein tschechoslowakischer Kollege Edvard Beneš schlug vor, aus dem britischen Entwurf eines Vertrags über gegenseitigen Beistand ein Protokoll im Sinne der Vorschläge Herriots zu machen (dieser Antrag war, wie Peter Jackson vermutet, mit der französischen Delegation abgesprochen). Im folgenden Monat formulierte ein Komitee unter seinem Vorsitz und unter intensiver Mitarbeit des französischen Delegierten Joseph Paul-Boncour die sicherheitspolitischen Teile des Genfer Protokolls aus. Die Regelungen über die Schiedsgerichtsbarkeit wurden von einem Komitee unter dem Vorsitz des griechischen Außenministers Nikolaos Politis gefasst.
Am 26. September 1924 wurde der endgültige Text des Protokolls vorgelegt. Am 2. Oktober nahm die Völkerbundsversammlung einstimmig eine Resolution an, in der die Mitgliedsstaaten zur Annahme des Protokolls aufgefordert wurden. Auch die Briten, die sich andernfalls isoliert hätten, stimmten zu, baten aber, die endgültige Entscheidung erst im März 1925 zu treffen. Am 22. September hatte MacDonald seinem Kabinett und den Vertretern der Dominions versichert, er werde niemals Bestimmungen unterstützen, die über die bestehende Völkerbundssatzung hinausgingen. Großbritannien als Zentrum eines globalen Imperiums könne sich nicht im Voraus verpflichten, die Bestimmungen des Protokolls durchzusetzen, denn dies würde dem Land eine noch nie dagewesene Last auferlegen und ein Maß an militärischer Bereitschaft erfordern, das eindeutig im Widerspruch zu seinen Abrüstungszielen stünde. MacDonald glaubte aber nicht, dass das Sanktionsregime des Genfer Protokolls jemals zum Einsatz kommen werde. Nach dessen Scheitern erklärte er, die Sanktionen seien nur „eine harmlose Droge zur Nervenberuhigung“ gewesen.

## Inhalt
Das Genfer Protokoll enthält 21 Artikel und eine Präambel. Es verstand sich als Konkretisierung der Völkerbundsatzung, die bereits ein Verbot von Angriffskriegen und die Möglichkeit von Sanktionen enthielt, diese aber nicht konkretisierte. Das Genfer Protokoll unterschied drei Arten von Kriegen:
- den Angriffskrieg, der als internationales Verbrechen bezeichnet wurde;
- den Verteidigungskrieg, der ausdrücklich als zulässig erklärt wurde, und
- den Sanktionskrieg, zu dem alle Mitglieder verpflichtet sein sollten, falls der Völkerbundsrat eine entsprechende Sanktion gegen einen Friedensbrecher beschloss.

Als Aggressor oder Friedensbrecher wurden alle Staaten bezeichnet, die sich weigern würden, sich dem für alle Mitglieder des Völkerbunds verpflichtenden Streitschlichtungsverfahren zu unterwerfen oder sich sonst vom Völkerbundsrat angeordneten Maßnahmen widersetzen. Das prozessuale Verfahren der Streiterledigung wurde genauer formuliert: So wurde etwa explizit verboten, während des Schlichtungsverfahren mobilzumachen. Außerdem wurden entmilitarisierte Zonen als Mittel der Krisenprävention eingeführt; ihre Verletzung solle als sanktionswürdiger aggressiver Akt gelten. Für die Sanktionen und für Hilfeleistungen für die Opfer von Aggression bedurfte es laut dem Protokoll einer Zweidrittelmehrheit im Völkerbundsrat, sodass der eventuell dort vertretene Aggressor kein Vetorecht mehr hätte. Die möglichen Sanktionen wurden aber begrenzt: Sie sollten die territoriale Unversehrtheit und die Unabhängigkeit der Nation, gegen die sie verhängt werden, nicht verletzt werden. Auch der Aggressor sollte so vor Annexionen geschützt werden. Das Abrüstungsgebot des Versailler Vertrages wurde durch eine Abrüstungskonferenz konkretisiert, die alsbald zusammenzutreten hätte. Nach deren Abschluss sollte das Protokoll in Kraft treten.

## Scheitern
Die USA waren nicht Mitglied des Völkerbunds und nahmen an der Abstimmung vom 2. Oktober daher nicht teil. In Washington lehnte man das Genfer Protokoll entschieden ab, das den Beamten des State Departement als „neue Heilige Allianz“ erschien. Das Protokoll drohte die amerikanische Handlungsfreiheit im Umgang mit den lateinamerikanischen Staaten, die dem Völkerbund angehörten, einzuschränken und schien so gegen die Monroe-Doktrin zu verstoßen. Außerdem sahen die politischen Entscheidungsträger dahinter die französische Absicht, den Status quo in Europa letztlich mit militärischen Mitteln zu festigen. was die amerikanischen Bemühungen um einen friedlichen Wandel behinderte.
Auch Deutschland gehörte dem Völkerbund nicht an und hatte daher an der Ausarbeitung des Protokolls nicht mitgewirkt. Dennoch wurde es zur Zustimmung eingeladen. Im Reichswehrministerium war man dagegen, denn Frankreich sei in Wahrheit gar nicht an Schiedsgerichten interessiert, sondern an „Sicherung gegen Deutschland“. Das eigentliche Ziel des Genfer Protokolls sei „die Niederhaltung Deutschlands im französischen und englischen Interesse“. Der Leiter der Rechtsabteilung im Auswärtigen Amt Friedrich Gaus meinte, man dürfe allenfalls zustimmen, wenn Deutschland auch einen festen Sitz im Völkerbundsrat erhielt. Insgesamt sah er im Genfer Protokoll keinen Vorteil für Deutschland, weil es die territorialen Revisionen des Versailler Vertrags, auf die Deutschland hoffte, unmöglich machte und die bereits existierenden entmilitarisierten Zonen auf deutschem Boden sanktioniere. Die Reichsregierung unter Kanzler Wilhelm Marx (Deutsche Zentrumspartei) war unzufrieden, dass das Protokoll gemäß französischen Wünschen die Lösung der Sicherheitsfrage zur Vorbedingung für die im Versailler Vertrag versprochene allgemeine Abrüstung machte. Gleichwohl galt es, die Chance eines Beitritts zum Völkerbund zu nutzen, wie sie MacDonald in Genf vorgeschlagen hatte. In einem Memorandum an die zehn Mitgliedsstaaten des Völkerbundsrates stimmte die Regierung deshalb am 29. September grundsätzlich zu, machte aber drei Vorbehalte:
- Deutschland müsse einen ständigen Sitz im Völkerbundsrat erhalten,
- angesichts seiner Mittellage und seiner Rüstungsbeschränkungen müsse es von der Verpflichtung ausgenommen werden, sich an militärischen Sanktionen zu beteiligen.
- Deutschland verwahrte sich dagegen, die Bestimmungen des Versailler Vertrags ein weiteres Mal zu unterzeichnen; insbesondere sprach sich das Memorandum gegen die in Artikel 231 des Friedensvertrags festgeschriebene Alleinverantwortung Deutschlands und seiner Verbündeten für den Ausbruch des Weltkriegs und gegen das Verbot künftiger kolonialer Betätigung aus.

Die Mitgliedsstaaten des Rats antworteten vorsichtig entgegenkommend, was die ersten beiden Punkte betraf – das Weitere war ohnehin nur aufgenommen worden, weil Außenminister Gustav Stresemann dies der DNVP als Gegenleistung für ihre Zustimmung zum Dawesplan versprochen hatte. Am 12. Dezember 1924 schickte das Auswärtige Amt ein weiteres Memorandum an den Generalsekretär des Völkerbunds, womit die Verhandlungen über einen deutschen Beitritt eröffnet schienen.

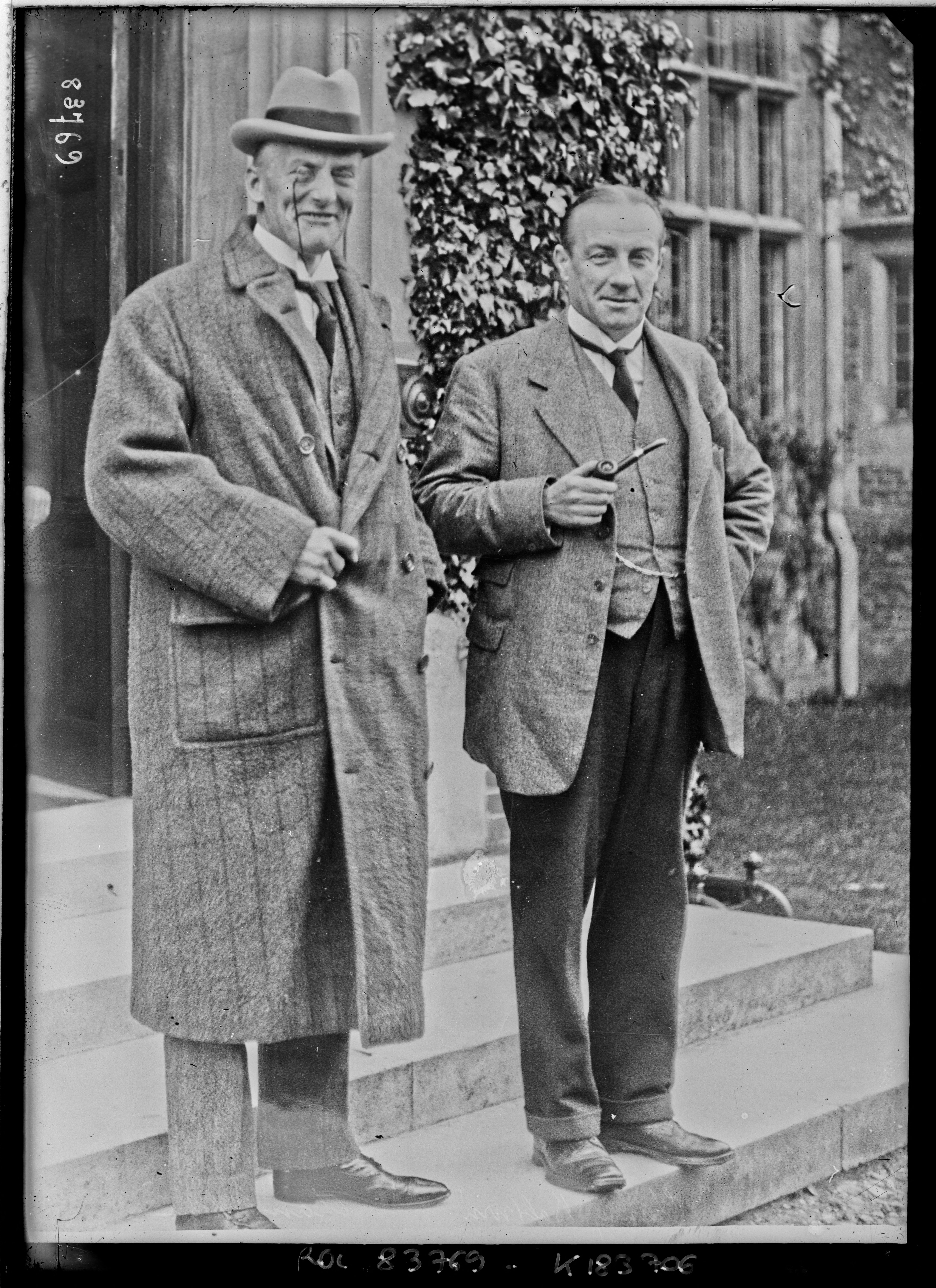
Der britische Außenminister Austen Chamberlain (links) und Premierminister Stanley Baldwin (1923)

Im Oktober 1924 scheiterte die Regierung MacDonald im Streit um eine diplomatische Anerkennung der Sowjetunion. Aus den dadurch notwendig gewordenen Unterhauswahlen gingen die Konservativen als stärkste Kraft hervor, und Stanley Baldwin wurde wieder Premierminister. Anders als ihre Vorgängerin lehnte die neue Regierung das Genfer Protokoll rundweg ab. Am 16. Dezember 1924 beschlossen das Kabinett und das Committee of Imperial Defence, es nicht zu ratifizieren. Damit war das Genfer Protokoll gescheitert. Das war auch den Franzosen klar, wie eine Aufzeichnung aus dem Quai d’Orsay vom Dezember 1924 zeigt. Dennoch drängten sie die Briten weiterhin, das Genfer Protokoll umzusetzen. Über das Protokoll hinaus hatten sie keine weiteren Konzepte, womit sich der deutsche Historiker Ralph Blessing die Zähigkeit erklärt, mit der die Regierung in Paris an den deutschen Entwaffnungsbestimmungen festhielt und die nach Verabschiedung des Dawes-Plans fällige Räumung der Kölner Zone herauszögerte.
Seine Ablehnung des Genfer Protokolls begründete der britische Außenminister Austen Chamberlain im März 1925 in einem Schreiben an Lord Crewe, dem britischen Botschafter in Paris: Die Garantien, die das Protokoll den Mitgliedsstaaten des Völkerbunds auferlege, seien so allgemein, „dass wir genau die gleichen Verpflichtungen zur Verteidigung, sagen wir, des polnischen Korridors eingehen (für den keine britische Regierung jemals die Knochen eines britischen Grenadiers riskieren wird oder kann), wie wir sie auf jene internationalen Vereinbarungen oder Bedingungen ausdehnen, von denen, wie unsere Geschichte zeigt, unsere nationale Existenz abhängt“. Diese Garantien seien von keinerlei Überzeugung getragen und würden „denjenigen, die von unserem Handeln betroffen sind, kein Gefühl der Sicherheit“ geben. Am 12. März erklärte Chamberlain vor dem Völkerbundsrat offiziell, dass sein Land das Genfer Protokoll nicht ratifizieren werde. Dabei führte er unter anderem die mangelnde Zustimmung der Dominions an, die Beschränkung der britischen Flotte auf die Verteidigung des Empires und die Gefahr eines begrenzten Paktes hin, da drei Großmächte – die Vereinigten Staaten, Deutschland und die Sowjetunion – dem Völkerbund nicht angehörten. Der französische Delegierte Aristide Briand erwiderte enttäuscht, er glaube nicht „dass das Anbringen von Blitzableitern an einem Gebäude bewirkt, dass Blitze erzeugt werden“. Das änderte nichts, der französische Traum einer kollektiven Sicherheit war gescheitert.

## Bewertung
Das Genfer Protokoll wird sehr unterschiedlich bewertet. Der pazifistische Völkerrechtler Hans Wehberg begrüßte den Beschluss noch 1924 enthusisatisch:

„[E]ine ‚Magna Charta‘, die alles in Schatten stellt, was an völkerrechtlichem Fortschritte jemals erzielt worden ist. Der Glaube pazifistischer, in die Zukunft blickender Männer an die Möglichkeit friedlicher Erledigung aller Staatenstreitigkeiten erwies sich als berechtigt, und es trat wieder einmal zutage, daß sich alle wahrhaft großen Ideen im Laufe der Jahrhunderte zum Lichte durchringen“

Der amerikanische Historiker Stephen Schuker dagegen reiht es 1979 unter die „fortbestehenden französischen Illusionen“ des Jahres 1924 ein, in die die Öffentlichkeit nicht zuletzt durch die staatlich subventionierte Presse gewiegt worden sei. Ähnlich urteilt der amerikanische Politikwissenschaftler Michael Mandelbaum, der das Genfer Protokoll wie auch die Völkerbundssatzung abtut als „Serie schön klingender Phrasen mit keinerlei Macht dahinter, sie durchzusetzen.“
Die britische Historikerin Zara Steiner hält es 2005 für eine offene Frage, ob das Genfer Protokoll, wäre es angenommen worden, wirklich Frankreich und anderen bedrohten Staaten die nötige Sicherheit gegeben hätte, um eine allgemeine Abrüstung zu erreichen. Da schon in einem begrenzten System kollektiver Sicherheit immer ein gewisser Zweifel bleibt, ob die Mitgliedstaaten ihren Verpflichtungen nachkommen werden, habe es in einem so umfassenden System, in dem jeder Staat Aggressor oder Opfer eines Angriffs sein könnte und alle zum Handeln verpflichtet sind, keine Möglichkeit gegeben, die Einhaltung der Verpflichtungen zu gewährleisten.
Ralph Blessing konzediert 2008, dass das Genfer Protokoll dem französischen Interesse gedient habe, eine Revision des Versailler Vertrags durch Deutschland zu verhindern. Dennoch schreibt er: „Deutschland war aus den Plänen Frankreichs nie explizit ausgeschlossen, so daß das Genfer Protokoll, wäre es verabschiedet worden, nach dem möglichen Beitritt Deutschlands zum Völkerbund durchaus zu einem System kollektiver Sicherheit hätte werden können.“
Uneingeschränkt positiv sieht der französische Historiker Serge Berstein 1985 das Protokoll: Seine Grundidee stelle den „konkretesten Fortschritt der Wilsonschen Prinzipien der kollektiven Sicherheit und den einzigen ernsthaften Versuch dar, sie aus dem Bereich der offiziellen Phraseologie herauszuführen“.
Ähnlich urteilte Peter Jackson 2013. Das Protokoll sei einerseits tief im internationalistischen Denken der bürgerlichen Linken in Frankreich verwurzelt, andererseits stelle es einen radikalen Bruch in der Außen- und Sicherheitspolitik dar, die Frankreich vorher betrieben habe, es sei regelrecht eine Revolution. Diese Ansätze seien in Briands Locarno-Politik und im von ihm initiierten Kriegsächtungspakt 1928 fortgesetzt worden.